# Gare de Calatayud
La gare de Calatayud, anciennement Calatayud-Jalón, est une gare ferroviaire espagnole située à Calatayud, dans la communauté autonome d'Aragon. Elle est aussi bien sur la ligne classique Madrid - Barcelone que sur la LGV Madrid - Barcelone - Figueres, la construction de cette dernière ayant nécessité une reconfiguration de la gare.

## Situation ferroviaire
Établie à 531 mètres d'altitude, la gare de Calatayud est située au point kilométrique (PK) 244,700 de la ligne classique Madrid - Barcelone, entre les gares de Terrer et Embid de Jalón.
Elle est également située au PK 221,300 de la LGV Madrid - Barcelone - Figueres, entre les gares de Guadalajara-Yebes et Saragosse-Delicias.

## Histoire
La gare a été inaugurée le 25 mai 1863 avec l'ouverture du tronçon Medinaceli - Saragosse de la ligne Madrid - Saragosse, appartenant à la Compañía de los Ferrocarriles de Madrid a Zaragoza y Alicante (Compagnie des chemins de fer de Madrid à Saragosse et Alicante en français) ou MZA. En 1941, la nationalisation du réseau ferroviaire en Espagne entraîne l'intégration de la compagnie à la Renfe.
Catalayud devint par la suite un nœud ferroviaire important, plusieurs lignes ferroviaires s'y croisent. En 1901, s'y est ajoutée la ligne Catalayud - Teruel - Sagunto, construite par la Compañía del Ferrocarril Central de Aragón (Compagnie des chemins de fer Centrale d'Aragon en français), et en 1929, ce fut au tour de la ligne Santader - Méditerranée. La gare de la MZA a donc dû cohabiter avec l'existence d'autres gares : Calatayud-Jiloca (Central de Aragón) et Calatayud-Ribota (Santader - Méditerranée). L'existence de trois gares aurait pu faire de Calatayud un nœud ferroviaire avec une gare commune à toutes les lignes et compagnies. Cette situation a changé en 1985 lors de la fermeture de la section Calatayud - Caminreal de la ligne de Teruel et l'abandon de la ligne Santader - Méditerranée.
Le 24 février 2003, l'AVE a desservi pour la première fois la gare de Calatayud. Le 10 octobre 2003, la LGV Madrid - Barcelone - Figueres, qui passe par la gare de Calatayud a été officiellement inaugurée. La gare a été rénovée pour l'occasion.
Depuis le 31 décembre 2004, Renfe Operadora exploite la ligne tandis que Adif possède les infrastructures ferroviaires.

## La gare

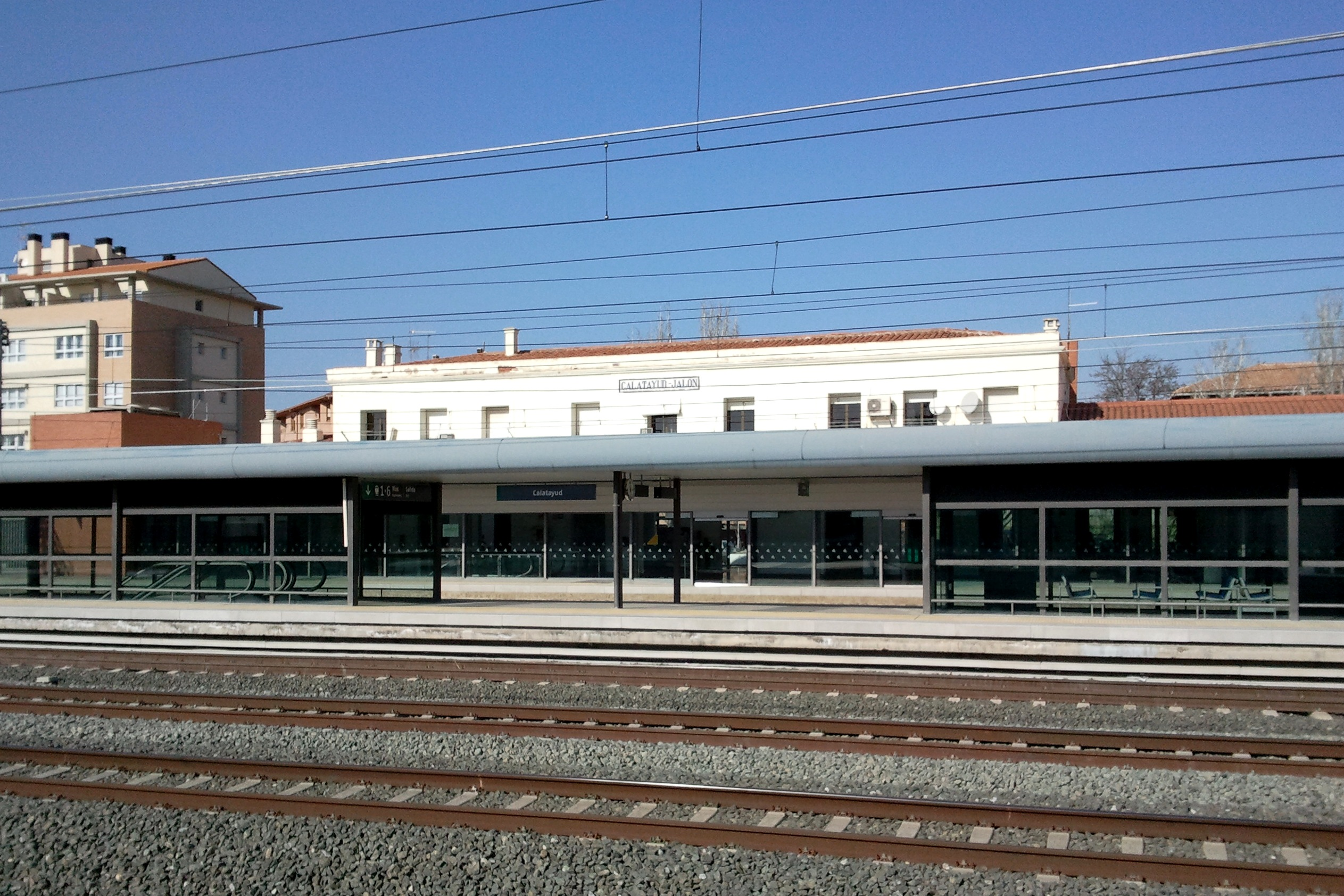
La gare de Calatayud, vue depuis le quai AVE

La gare est située au sud-est du centre urbain, près du rio Jalón. Lors de l'ouverture de la LGV, la gare a bénéficié d'une rénovation de grande ampleur, qui a préservé le bâtiment voyageurs historique construit par la MZA au XIXe siècle, tout en le recouvrant d'une structure de brique et de verre pour donner un aspect plus moderne. La rénovation de la gare a également permis d'augmenter sa capacité.
Une des voies de la gare s'appelle 1B, elle bute sur un tiroir, et elle est réservée aux trains régionaux origine/destination de Saragosse.
La rénovation de la gare lui a ajouté 4 voies supplémentaires (3 à 6) à écartement international, utilisé par les TGV. Les changements de quai se font par les passages souterrains, accessibles par ascenseur ou escalators. Les nouveaux quais sont intégralement protégés par une couverture en verre, pour isoler du bruit des AVE.
La gare comporte un point de vente de billets ouvert de 6:40 à 14:00 et de 14:40 à 22:00, un point d'information, le wifi, des toilettes, une consigne, des chariots porte-bagages, le service Renfe Atendo et une vidéosurveillance. Elle est accessible aux personnes handicapées. À l'extérieur se trouve un arrêt de bus urbain, un service de taxi et un parc-relais de plus de 200 places.

## Services ferroviaires

### Larga distancia(grande distance)
Les services de Grandes Lignes exploités par Renfe utilisent des trains à grande vitesse Alvia et AVE pour rallier Madrid, Barcelone, Logroño, Pampelune et Huesca.

### Media distancia(moyenne distance)
Renfe exploite des trains Media Distancia avec ses trains Regional et Regional Exprés, ralliant Madrid, Guadalajara et Saragosse. Les trains Avant permettent d'accéder à Saragosse en à peine 30 minutes.